# Жилін Олександр Іванович
Олександр Іванович Жилін (21 липня (2 серпня) 1899 , Совєтськ, Вятська губернія  — 6 березня 1944 , Купіль, Кам'янець-Подільська область ) — учасник Другої світової війни, кулеметник 37-го гвардійського стрілецького полку 12-ї гвардійської стрілецької дивізії 61-ї армії, Герой Радянського Союзу (1944), гвардія сержант.

## Біографія
Народився 4 серпня 1899 року у слободі Кукарка Вятської губернії (нині — місто Совєтськ Кіровської області) в родині коваля. У довоєнний період перебував на партійній і радянській роботі. З 1925 року жив у Махньово, Шамарах, Первоуральську і Полевському Свердловської області.
У вересні 1941 року призваний у Червону Армію Полевським райвійськкоматом Свердловської області. До літа 1943 року служив інструктором з кулеметної справи в Свердловську, у бойових діях брав участь з серпня 1943 року.
26 вересня 1943 року у бою за село Сидорівка і містечко Любеч (тепер — Ріпкинського району Чернігівської області) Олександр Іванович, відбиваючи контратаку противника, підтриману танками, вогнем ручного кулемета вніс замішання до лав автоматників, що слідували за танками, і, скориставшись цим, знищив 15 німецьких солдатів. На північній околиці Любеча вивів з ладу автомашину з солдатами противника. 28 вересня 1943 року при форсуванні Дніпра першим увірвався в траншеї противника, вогнем свого кулемета придушив 2 ворожих вогневих точки, що заважали форсувати Дніпро решті підрозділів полку. Ці епізоди служби Жиліна стали підставою для його подання до звання Героя Радянського Союзу. Указ про присвоєння Олександру Івановичу Жиліну звання Героя Радянського Союзу з врученням ордена Леніна і медалі "Золота Зірка" вийшов 15 січня 1944 року. Однак отримати нагороди герой не встиг. 6 березня 1944 року Олександр Іванович Жилін загинув у бою біля села Купіль (нині — в Волочиському районі Хмельницької області).

## Пам'ять

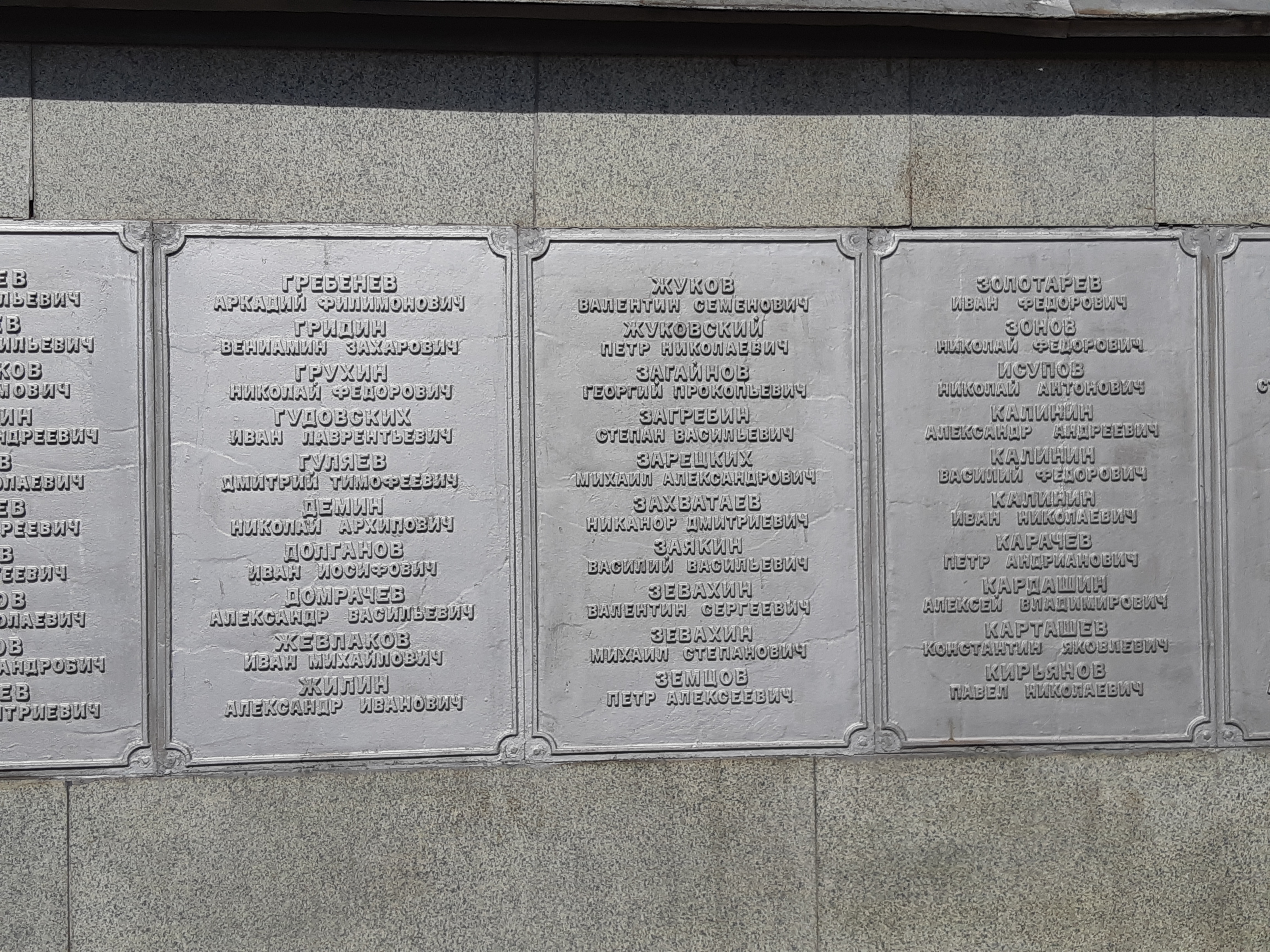
Ім'я Героя на меморіальній дошці в парку палацу піонерів м. Кірова

- Ім'я Героя увічнено на меморіальній дошці на честь Героїв Радянського Союзу — уродженців Кіровської області в парку палацу піонерів міста Кірова

- Ім'я Героя викарбувано золотими літерами в Залі Слави Центрального музею Великої Вітчизняної війни в Парку Перемоги Москви.

- На могилі героя встановлено надгробний пам'ятник.
- Ім'ям героя названі вулиці в Полевському і Совєтську, а також школа в селі Купіль.